# John Fitzpatrick (Fußballspieler, 1946)
John Herbert Norton Fitzpatrick (* 18. August 1946 in Aberdeen; † 21. Dezember 2020) war ein schottischer Fußballspieler. Zumeist auf defensiven Positionen als Außenläufer und Außenverteidiger eingesetzt, war er in den 1960ern im erweiterten Kader von Manchester United, ohne jedoch eine Hauptrolle beim Gewinn der beiden Meisterschaften 1965 und 1967 sowie im Europapokal der Landesmeister 1968 einzunehmen. Verletzungsbedingt musste er bereits im Alter von 26 Jahren seine Karriere beenden.

## Sportlicher Werdegang
Fitzpatricks Rolle in der erfolgreichen Mannschaft von Manchester United der 1960er-Jahre wurde unterschiedlich eingeschätzt. Zum einen galt der aus Aberdeen stammende Schotte, der je nach System Außenläufer oder Außenverteidiger spielte, mit seiner kämpferisch betonten Art als „ungestüm“ oder gar „tollkühn“. Sein Timing ließ Kritikern zufolge oft zu wünschen übrig, was wiederum nicht zu den Anforderungen dieses damals hochklassig besetzten Teams zu passen schien. Befürworter stellten seinen Einsatzwillen positiv heraus und bewerteten seinen Beitrag zur Mannschaftsleistung als „unterschätzt“, der zudem oft unter Verletzungen zu leiden hatte. Diesbezüglich waren seine Probleme offenkundig und nach zahlreichen Operationen musste Fitzpatrick im Alter von nur 26 Jahren seine Profilaufbahn beenden.
Die längste Phase von Einsätzen hatte er zum Ende der 1960er-Jahre, als er als rechter Verteidiger dem mittlerweile in die Jahre gekommenen Shay Brennan sukzessive nachfolgte. Im frühen Stadium seiner Karriere war Fitzpatrick, der gemeinsam mit Größen mit George Best 1964 noch mit der Nachwuchsmannschaft von „United“ den FA Youth Cup gewonnen hatte, noch mit dem zentral-defensiven Mittelfeldspieler Nobby Stiles verglichen worden, aber im Gegensatz zu der Gemeinsamkeit in kämpferischer Hinsicht, mangelte es Fitzpatrick in der „Schaltzentrale“ am taktischen Verständnis, über das der Weltmeister Stiles verfügte. So fanden insgesamt Manchesters große Erfolge weitgehend ohne ihn statt und weder beim Gewinn der beiden Meisterschaften 1965 und 1967 noch 1968 beim Erfolg im Europapokal der Landesmeister errang er eine offizielle Medaille. Dennoch hatte er am Ende fast 150 Pflichtspiele und davon 117 Ligapartien für den Klub absolviert.

## Titel/Auszeichnungen
- FA Youth Cup (1): 1964